# Buchnera cryptocephala
Buchnera cryptocephala är en snyltrotsväxtart som först beskrevs av Bak., och fick sitt nu gällande namn av Philcox. Buchnera cryptocephala ingår i släktet Buchnera och familjen snyltrotsväxter. Utöver nominatformen finns också underarten B. c. mwinilungensis.